# Géodrilologie
Ne doit pas être confondu avec Géohydrologie.
La géodrilologie est la branche de la zoologie dont l'objet est l'étude des vers de terre. En 2020, elle rassemble 140 spécialistes des annélides. Ces derniers comptabilisent à cette date environ sept mille espèces connues, rassemblées en treize familles de lombriciens.

## Étymologie et usage
Le terme de géodrilologie est en usage en français pour désigner l'étude des lombriciens,,.
En revanche, ce terme n'est pas traduit en anglais, où l'étude des vers est simplement appelée « earthworms study »,,.

## Historique
En France, la géodrilologie se structure à partir des travaux de Marcel Bouché, qui effectue de nombreuses recherches sur le terrain et publie en 1972 un inventaire inédit des différentes espèces de lombrics,.et en 2014 une synthèse sur leurs rôles écosystémiques et sociétaux.
En 2020, près de cent quarante géodrilologues sont recensés dans le monde ; à cette date, ils publient conjointement une étude réalisée sur 6 928 sites répartis dans cinquante-sept pays différents,.

## Littérature
- Dans son roman « Humus »[9], Gaspard Koenig met en scène un cours magistral sur la géodrilologie professé par Marcel Combe[10], inspiré du personnage de Marcel Bouché[11].

- La Formation de la terre végétale par l'action des vers de terre, avec des observations sur leurs habitudes (titre original anglais : The Formation of Vegetable Mould through the Action of Worms, with Observations on their Habits, abréviation parfois utilisée : Worms) est le titre d'un ouvrage de Charles Darwin, paru en 1881, une année avant la mort du naturaliste